# Joe McDonnell (1951-1981)
Pour les articles homonymes, voir Joe McDonnell et McDonnell (homonymie).
Joe McDonnell (irlandais : Seosamh Mac Dónaill) (14 septembre 1951 - 8 juillet 1981) est un volontaire de l'Armée républicaine irlandaise provisoire, mort lors de la grève de la faim irlandaise de 1981.

## Biographie
McDonnell est né dans le quartier de Falls Road (Belfast), dans une famille de dix enfants. Il fait ses études à l'école catholique.
Il est arrêté lors de l'opération « Demetrius » en 1971 et interné dans le bateau-prison HMS Maidstone, aux côtés de Gerry Adams et quelques autres. Il est ensuite transféré à la Maze pour quelques mois. Après sa mise en liberté, il rejoint l'Armée républicaine irlandaise provisoire. Il participe avec Bobby Sands à un attentat de l'IRA contre la Balmoral Furnishing Company.  Lors de la fusillade qui s'ensuit entre l'IRA et les forces britanniques, ils sont tous deux arrêtés, en même temps que Séamas Finucane and Seán Lavery. McDonnell et les autres sont condamnés à 14 années de prison pour possession d'arme à feu.
Bien qu'il ne fût pas engagé dans la première grève de la faim en 1980, il rejoint Bobby Sands et les autres lors de la seconde, en 1981. Durant sa grève de la faim, il dispute les élections générales en république d'Irlande, et manque de peu la victoire dans la circonscription de Sligo-Leitrim.
Il meurt après 61 jours de grève de la faim le 8 juillet. Sa femme, Goretti, prit une part active à la campagne de soutien aux grévistes de la faim.
McDonnell est enterré près de la tombe de Bobby Sands au cimetière Milltown de Belfast.